# Cucuta (Rumunia)
Cucuta – wieś w Rumunii, w okręgu Alba, w gminie Ceru-Băcăinți. W 2011 roku liczyła 47 mieszkańców.